# Coenotephria saxicolata
Coenotephria saxicolata är en fjärilsart som beskrevs av Lederer 1853. Coenotephria saxicolata ingår i släktet Coenotephria och familjen mätare. Inga underarter finns listade i Catalogue of Life.